# ピーターバラ大聖堂

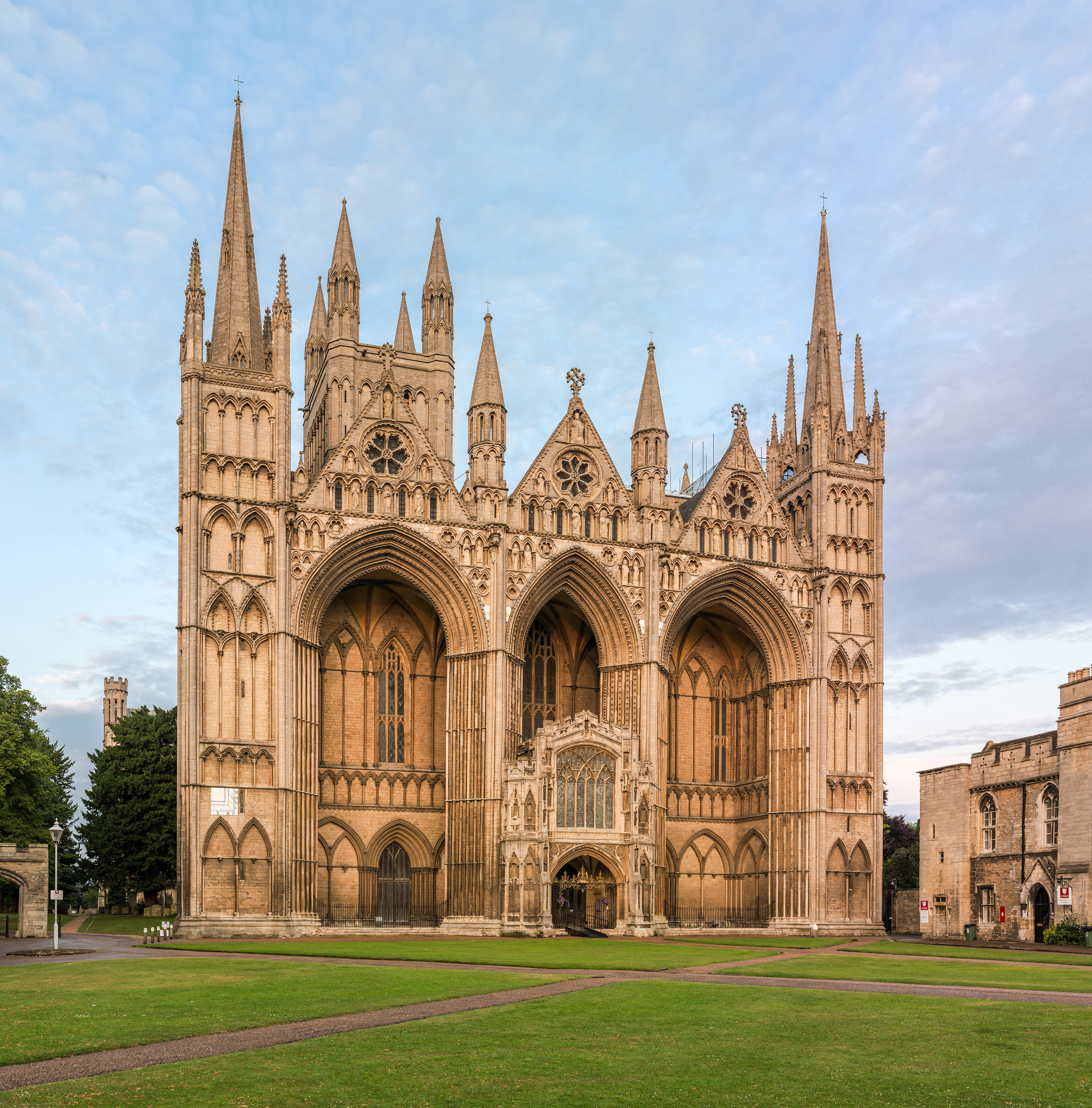
ピーターバラ大聖堂のファサード

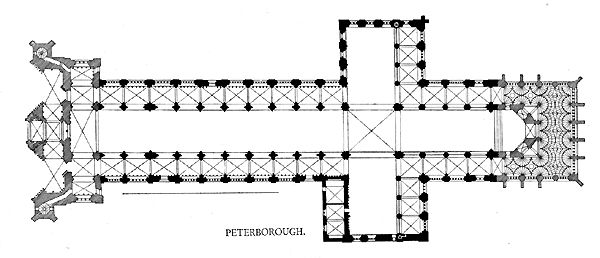
平面図

ピーターバラ大聖堂（ピーターバラだいせいどう、Peterborough Cathedral）は、イギリス・ピーターバラにあるイングランド国教会の大聖堂。主教座がおかれ、ペトロ、パウロ、アンデレに献堂されている。3聖人の像が有名なウエスト・フロントの3つの高い切り妻のから見下ろしている。アングロサクソン時代に建造され、建物は主に12世紀に再建された際採用したノルマン様式建築である。ダラム大聖堂、イーリー大聖堂同様、12世紀の重要な大聖堂の一つ。拡張と再建が過去になされたにもかかわらず、無傷なままで残っている
ピーターバラ大聖堂は、堂々たる初期イングランド・ゴシック様式の西正面ファサードで知られる。前例のない三つの巨大なアーチがある。外観はわずかに非対称で、2本の塔のうち1つはファサード後方に建ち未完成のままだが、これは遠くからしか見えず、大聖堂へ入ろうと近づくと西ファサード正面の効果は圧倒的ですらある。

## 歴史

### サクソン時代
教会の原型は、マーシア王ピアダにより655年に中部イングランドのキリスト教化された最初の中心として、『ミードシャンプステッド修道院』として設立された。   教会に付随した修道会の定住地は、870年にヴァイキングに破壊されるまで賑わっていた。
10世紀半ば、再建されたイーリー大聖堂とラムジー修道院のように修道院が再建され、ベネディクト会派の修道院が作られ、966年にウィンチェスター司教エセルウォルドによって寄付が成された。周辺にある所領のおかげで富み、第2の塔が付け足された西側には側廊を見られる、費用のかけられた建物が並ぶ。最初中央にあった塔は建設当初の原型をとどめている。  バラと呼ばれた場所はペテロに捧げられ、そのために修道院を取り巻く町はすぐにピーターバラという名前になった。信仰共同体は、カンタベリー大司教ドゥンスタンにより972年によみがえった。

### ノルマン建築と中世建築の進化
ノルマン人侵攻の際、地元の英雄ヘアウォード・ザ・ウェイクが彼らと争う間に聖堂が損傷したことから、修繕され、1116年の失火で破壊されるまで繁栄が続いた。
ノルマン建築での新聖堂建設は、1118年に聖職者ジョン・ド・サイスにより始められた。  1193年より建物は、中央の塔と本堂の装飾された木製天井を含む、本堂西部が完成した。天井は1230年から1250年までの間に完成し、今も現存する。ブリテン諸島では珍しいもので、ヨーロッパ全体でもそのような装飾天井は他三カ所しかない。 天井は1745年と1834年の二度にわたって彩色されたが、未だ原型の様式と特徴が保存されている。（対照的にイーリー大聖堂の本堂天井は完全にヴィクトリア朝期の創作である）。
聖堂は大部分が地元の採掘場でとれるバーナックの石灰岩で建てられている。
西交差廊が完成し西側正面のポルチコが付け足されたのは1237年である。中世の石工は新たなゴシック様式に転じていた。窓への変化から離れ、ポーチの差し込みを支えるポルチコの柱群と、新しい建物を東側に付け足した工事は16世紀初め頃に始まり、その建物の構造はほぼ800年後も本質的に完成したときのままである。完成した建物は1238年にリンカン司教ロバート・グロッステストにより献堂された。
『グレート・ウエスト・フロント』はピーターバラ大聖堂をはっきりとイメージさせるものである。それは三つ揃いのアーチを見せるために、中世建築で右に出るものはない。隠れた尖塔の束は、より実用的な理由から、前例のない4本の塔群を発展させた。今はすたれたゴシック様式の正面部分が付け足されたときに、初期ノルマン様式の正面塔群をとどめていることにより効果が増した。

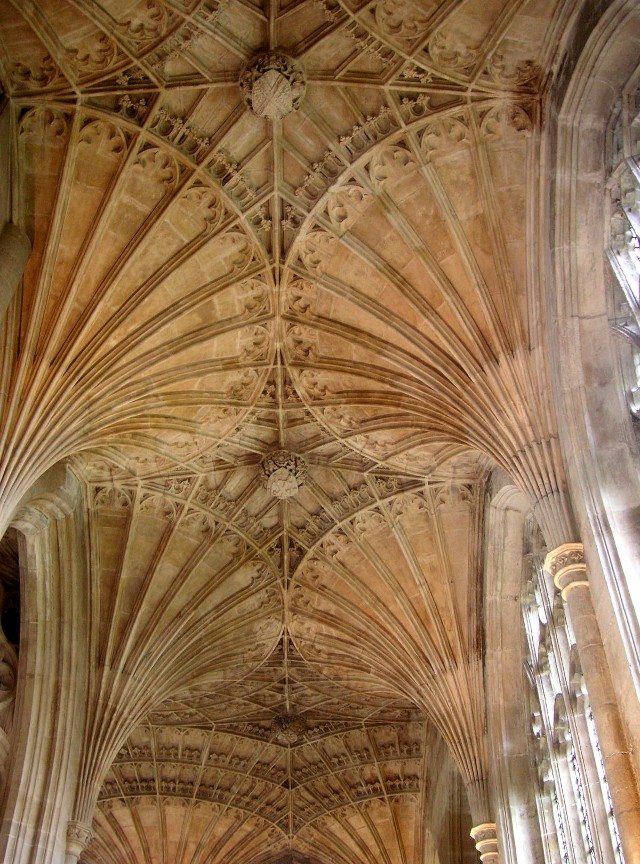
扇状ヴォールト

ノルマン建築の塔は1350年から1380年頃に装飾ゴシック様式で再建された（主な梁と屋根の浮きあげ彫りが現存する）。ロマネスク様式の窓の2つの段はゴシック様式窓の一対の組み合わせとなっており、銃眼付き胸壁によって取って代わられ小塔のある柱頭と小尖塔が取り除かれた。1496年から1508年の間、内陣の屋根が取って代わられ、長方形の建物がノルマン建築の東部アプス周囲に建てられた。そこにはイングランド・ゴシック期の扇状ヴォールトが付け加えられた（ケンブリッジ大学キングズ・カレッジ内礼拝堂の建築家、ジョン・ウェイステルの設計といわれている）。

### 修道院

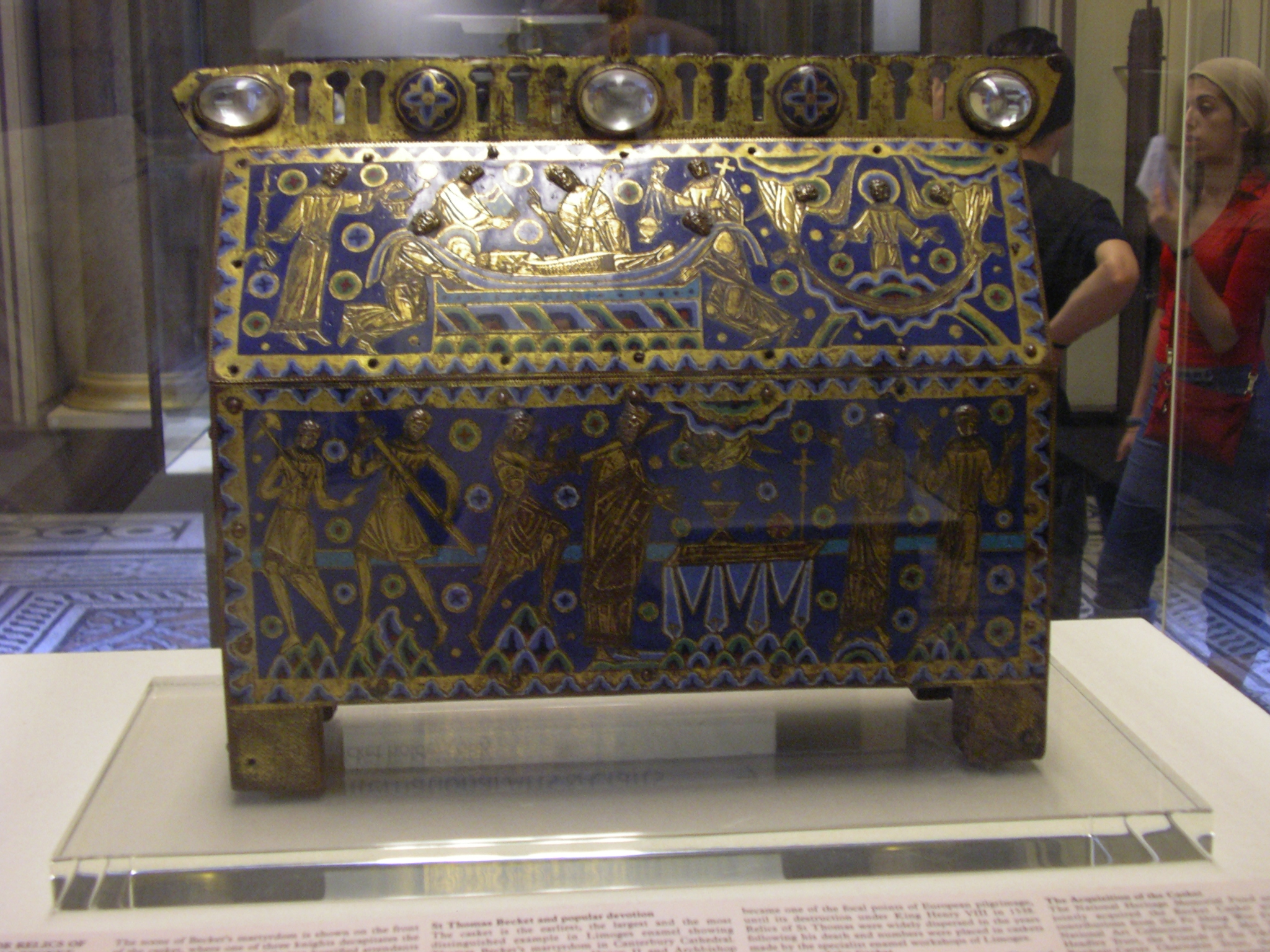
フランス製のエナメルの小箱。ベケットの聖遺物がおさめられている。

私たちは、12世紀半ばの聖職者ヒュー・カンディダスの記録で、修道院の聖遺物の詳細を知ることができる。;赤子のキリストに着せられていた産着の上下、キリストのかいばおけの断片、5000人にふるまわれたというパンのかけら5片、聖母マリアの衣服の一部、聖アーロンの杖の一部、聖ペテロ、聖パウロ、聖アンデレの聖遺物、これらが教会に捧げられていた。
最も有名なものは聖オズワルドの腕と推定される聖遺物である（宗教改革の最中に礼拝堂から失われた）。時計塔が、聖遺物を守る聖職者のために建てられていたにもかかわらずである。（トマス・ベケット暗殺を目撃したという）聖職者が、ピーターバラの聖職者に、ベケットの聖遺物箱をみせびらかしていた際、カンタベリー大聖堂からベケットの聖遺物箱が持ち出されピーターバラ聖堂の手に渡った。
これらは、宗教改革直前のピーターバラ大聖堂が、イングランドで6番目に大きな修道院として120人の聖職者を養える収入を得ていた時期の富の絶頂を示す、重要なオーラを創りだした。

### テューダー朝
1541年、ヘンリー8世の修道院解散令によって、聖遺物は失われたが、教会は売り払われることなくすぐに新たなピーターバラ主教座の大聖堂に選ばれた。これはヘンリーの最初の王妃キャサリン・オブ・アラゴンが1536年にここに埋葬されていたのが関連していた。彼女の墓は今も見ることができ、今も花と印であるザクロで飾られている。彼女は離婚後も亡くなるまで『王妃キャサリン』と自称し、彼女を慕う民もそう呼んだという。 
1587年、スコットランド女王メアリー1世は、近隣のフォザリンゲイ城で処刑された後、ピーターバラに埋葬された。しかしその後イングランド王位についた彼女の一人息子ジェームズ1世によって、ウエストミンスター寺院へ移葬された。

### イングランド内戦から現代まで
1643年、大聖堂はイングランド内戦で議会軍によって荒廃させられた。当時のならいとして、ステンドグラスと中世の聖歌隊席がほとんど破壊され、祭壇衝立と背障が回廊と聖母礼拝堂と同様に粉砕された。全ての記念碑と記念物が損傷を受けたか破壊され尽くした。
壊れたものの一部は17世紀から18世紀に修理された。1883年、内部柱、聖歌隊席と西側の完全な再建を含む高額の修繕事業が建築家ジョン・ピアソンの監督のもと開始され、新たな手彫りの聖歌隊席背障、司教席、説教壇、大理石製の歩道、祭壇衝立が付け足された。胸壁の段々が刻まれた部分は中央の塔から取り除かれた。 
2001年11月22日早朝、大聖堂内の北側聖歌隊通路でプラスチック製イスを焼く火事が起きた。  幸運なことに、火は消防によって消し止められ、被害は一部で済んだ。  その時不運だったのは、木造天井の絵画が完成間近であったことである。  石油を含んだ煙でプラスチックのイスは使えなくなった。火の場所はオルガンに近く、火からの直接のダメージと消火に使った水が原因で、再建計画の完成がさらに数年遅れた。
2006年7月、西正面の修繕計画が延長されて始まった。工事費は500万ポンドを超過した。この事業はくぼみにある像周辺に集中している。年月と天候による劣化が原因であるが、一部は頭から体まで差し込まれた鉄製の棒のおかげで無傷のままだった。 完成は2007年終わり頃の予定である。

## 参照
1. 1 2 3   Sweeting, W.D (2004-10-05) [February 1898]. “Chapter 1.  History of the Cathedral Church of St Peter”. In Bell, E. The Cathedral Church of Peterborough: A Description of its Fabric and a Brief History of the Episcopal See. Bell's Cathedrals (Project Gutenberg facsimile of the 1926 reprint of the 2nd Edition ed.). London: G. Bell and Sons 2007年4月23日閲覧。
2. ↑  Biddick, Kathleen (1989). “1 — Consumption and Pastoral Resources on the Early Medieval Estate”. The Other Economy: Pastoral Husbandry on a Medieval Estate. University of California Press. pp. p13. ISBN 0520063880 2007年4月25日閲覧. "He restored Peterborough Abbey to its former royal splendor and dedicated "a basilica there furbished with suitable structures of halls, and enriched with surrounding lands.""
3. ↑   その他はスイス、ドイツ、スウェーデンの教会にある。これらの最も長いものは、ピーターバラの天井の少なくとも半分の長さでしかない。
4. ↑  Beeke, Clive (2006年). “Abbots of Ramsey”. Ramsey Abbey website.   Clive Beeke. 2007年1月23日閲覧。 “Edward [the Confessor] also became a party to an agreement between the Abbot of Ramsey and Abbot of Burgh (Peterborough) in regard to the exchange of lands; to bounds and limits of King's-delf; also the right to Ramsey Abbey to dig stone both 'squared and broken' at the quarries of Barnack.  For this privilege the Abbey  had to give the Monks of Peterborough 'four thousand eels yearly in Lent'”
5. ↑  Brooke, Rosalind; Brooke, Christopher. “Chapter 2”. Popular Religion in the Middle Ages; Western Europe 1000-1300. Thames and Hudson. pp. pp19-21. ISBN 0500250871
6. ↑  “CATHEDRAL FIRE: Candle theory on cathedral arson” (Newspaper). Peterborough Evening Telegraph.  Johnston Press Digital Publishing (2006年11月27日). 2007年1月23日閲覧。
7. ↑  “FIRE: 'I watched the beautiful building go up in smoke'”. Peterborough Evening Telegraph.  Johnston Press Digital Publishing (2006年11月23日). 2007年1月23日閲覧。
8. ↑  “FIRE: Devestating blow to appeal work (sic)”. Peterborough Evening Telegraph.  Johnston Press Digital Publishing (2006年11月23日). 2007年1月23日閲覧。